# Сарата (станція)
Сара́та — проміжна залізнична станція Одеської дирекції Одеської залізниці на лінії Одеса-Застава I — Арциз між станціями Кулевча (22 км) та Гнаденталь (19 км). Розташована в однойменному селищі Білгород-Дністровського району Одеської області.

## Історія
Станція відкрита 1913 року в складі дільниці Білгород-Дністровський — Ізмаїл.

## Пасажирське сполучення
До 2017 року курсував пасажирський поїзд Одеса — Ізмаїл / Березине, якому згодом було обмежено рух до станції Білгород-Дністровський (нині — скасований).
З 24 вересня 2016 по 2022 роки через станцію курсував щоденний нічний швидкий поїзд «Дунай» сполученням Київ — Ізмаїл (наразі скасований через руйнування російськими окупантами розвідного мосту в селищі Затока).

## Галерея

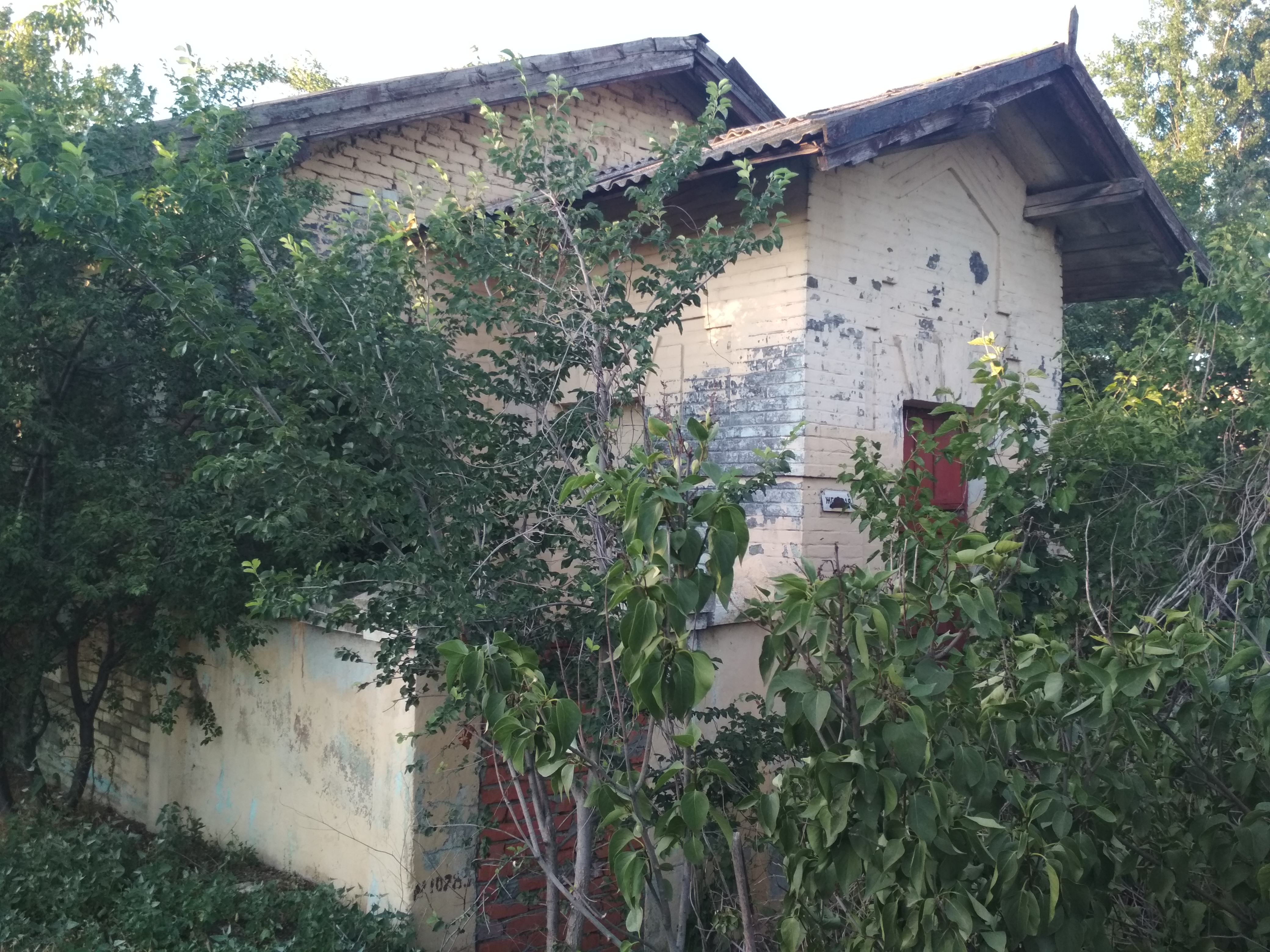
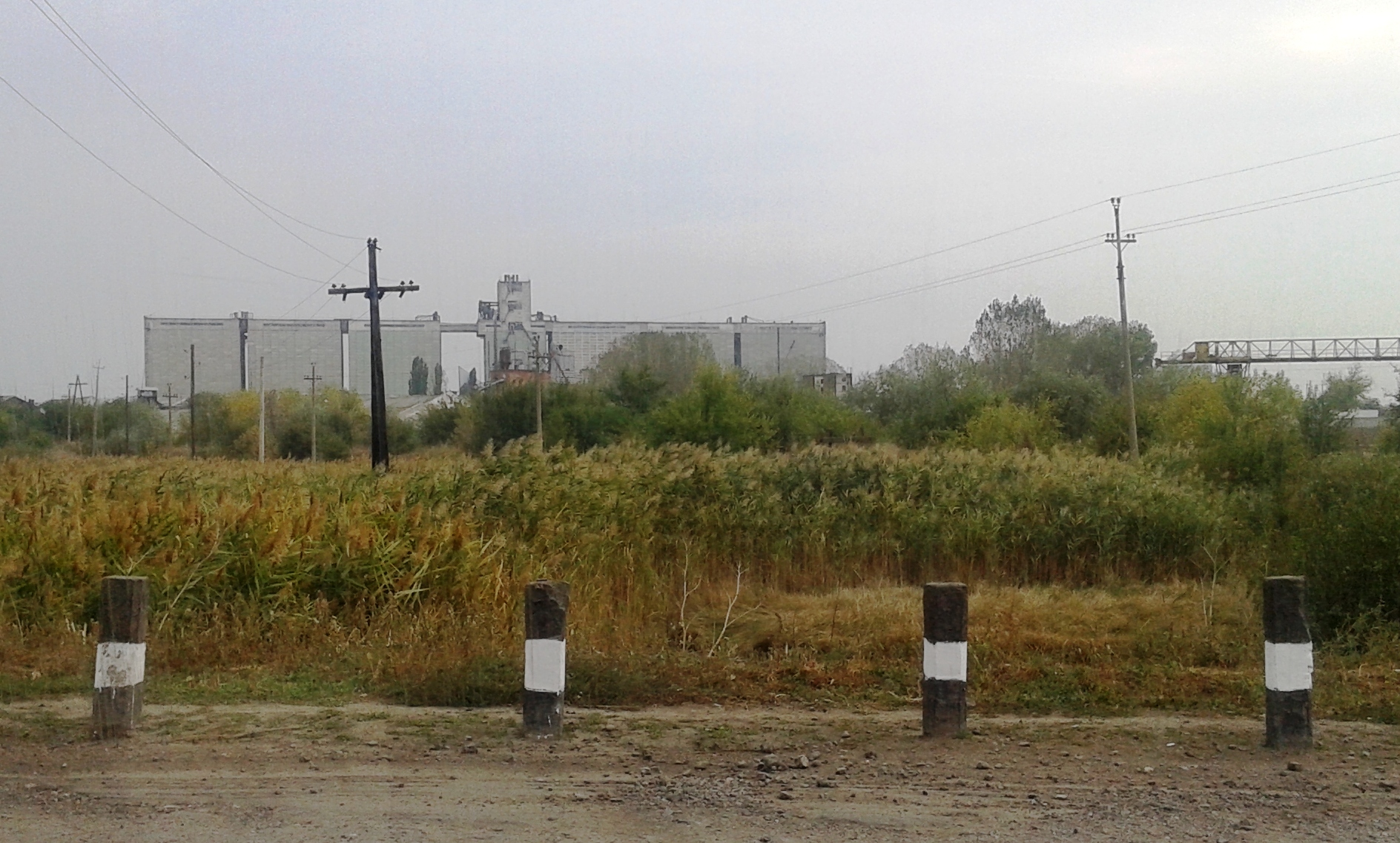
Елеватор